# Benzilpiperazina
La Benzilpiperazina (BZP, anche nota come "pep", "euphoria", "nemesis" o "bliss") è una delle cosiddette droghe "ricreative" con proprietà euforiche e stimolanti. Il suo meccanismo d'azione sulla dopamina e sulla serotonina è considerato simile a quello dell'MDMA, e gli effetti prodotti dalla BZP sono paragonabili a quelli prodotti dalle anfetamine. A seguito dell'uso di questa sostanza sono stati rilevati alcuni effetti negativi, tra cui psicosi acuta, tossicità renale e convulsioni.